# Ирина Хазарска
Чичак или Ирина Хазарска (на турски: Çiçek, на гръцки: Ειρήνη; † ок. 750 г.) е хазарска принцеса и византийска императрица (732 – 752), първа съпруга на император Константин V Копроним.
Според изследванията името Чичак е елинизирано и произлиза от тюркската дума „çiçek“, която означава цвете.

## Биография
Според Теофан Изповедник, Чичак е дъщеря на хазарския хаган Бихар, а според патриарх Никифор тя е негова сестра. 
През 735 Чичак, вече приела християнството и гръцкото име Ирина, е омъжена за сина на византийския император Лъв III Исавър, Константин (впоследствие - император Константин V Копроним), с което се скрепява съюзът между Византия и Хазарския хаганат, насочен срещу Арабския халифат. С името на Чичак-Ирина се свързва и навлизането във византийския двор на нова мода в мъжкото облекло, повлияна от хазарския начин на обличане – т.нар. чичакион.
В Константинопол новопокръстената Чичак започва да изучава усилено основите на християнската вяра, запознавайки се подробно с Евангелието. Теофан Изповедник (р. 759 г.) я представя като изключително набожна жена и вижда в нея пълна противоположност на свекъра и съпруга ѝ (водили политика на иконоборството); одобрението му към нея вероятно се дължи на това, че тя е била иконопочитателка.
Император Лъв III умира на 18 юни 741 г., след което на престола се възкачва Константин V, а Чичак-Ирина е провъзгласена за негова императрица. 
На 25 януари 750 г. Чичак-Ирина ражда син, бъдещия император Лъв IV Хазарски. Във връзка с това събитие името на Чичак-Ирина се споменава за последен път в изворите. На следващата година Константин V вече е женен за втората си съпруга, Мария. Предполага се, че Чичак е починала при или малко след раждането на сина си.